# Majnskij rajon
Il Majnskij rajon (in russo Майнский район?) è un rajon dell'Oblast' di Ul'janovsk, nella Russia europea; il suo capoluogo è Majna.